# Kläpptjärnen, Härjedalen
Kläpptjärnen är en sjö i Härjedalens kommun i Härjedalen och ingår i Ljusnans huvudavrinningsområde. Sjön har en area på 0,0834 kvadratkilometer och ligger 1 005,9 meter över havet. Sjön avvattnas av vattendraget Sveån.

## Delavrinningsområde
Kläpptjärnen ingår i det delavrinningsområde (696373-132575) som SMHI kallar för Ovan 696105-132421. Medelhöjden är 992 meter över havet och ytan är 2,96 kvadratkilometer. Det finns inga avrinningsområden uppströms utan avrinningsområdet är högsta punkten. Sveån som avvattnar avrinningsområdet har biflödesordning 2, vilket innebär att vattnet flödar genom totalt 2 vattendrag innan det når havet efter 419 kilometer. Avrinningsområdet består mestadels av kalfjäll (89 procent). Avrinningsområdet har 0,09 kvadratkilometer vattenytor vilket ger det en sjöprocent på 2,9 procent.